# Slater Martin
Slater Nelson Martin Jr. (* 22. Oktober 1925 in Elmina, Texas; † 18. Oktober 2012 in Houston, Texas) war ein amerikanischer Basketballspieler auf der Position des Point Guards.

## Karriere
Martin startete 1949 seine NBA-Karriere bei den Minneapolis Lakers. Dort blieb er für sieben Jahre und holte 1950 und 1952–1954 den NBA-Titel. Nach einem kurzen Abstecher zu den New York Knicks wechselte er für die letzten vier Jahre seiner Karriere zu den St. Louis Hawks, mit denen er 1958 erneut den Titel gewinnen konnte.
Martin gilt als einer der besten Defensivspieler der 1950er Jahre. Er wurde von 1953 bis 1959 durchgängig zum NBA All-Star berufen sowie von 1955 bis 1959 ins All-NBA Second Team gewählt. In seinen insgesamt 745 Begegnungen als Spieler erzielte er 7.337 Punkte bei 3.160 Assists und 2.302 Rebounds.
Von 1967 bis 1969 trainierte Martin das ABA-Team der Houston Mavericks.
Am 3. Mai 1982 wurde Slater Martin in die Naismith Memorial Basketball Hall of Fame aufgenommen.